# Férfi kajak kettes 500 méter a 2024. évi nyári olimpiai játékokon
A 2024. évi nyári olimpiai játékokon a kajak-kenu férfi kajak kettes 500 méteres versenyszámát augusztus 6-án és 9-én rendezték. Az aranyérmet a német páros, Jacob Schopf és Max Lemke nyerte, a Nádas Bence, Tótka Sándor magyar kettős előtt.
Ez a szám 2008 után szerepelt újra az olimpiai programban.

## Naptár
A versenyszám futamait az alábbi időpontokban rendezték.
| Dátum              | Időpont | Forduló      |
| ------------------ | ------- | ------------ |
| 2024. augusztus 6. | 11:30   | Előfutamok   |
| 2024. augusztus 6. | 14:30   | Negyeddöntők |
| 2024. augusztus 9. | 11:10   | Elődöntők    |
| 2024. augusztus 9. | 13:20   | Döntők       |

## Eredmények

### Előfutamok
Az első két helyezett az elődöntőbe (SF) jutott, a többi versenyző a negyeddöntőbe (QF) került.
1. futam
| Helyezés | Pálya | Név                                              | Nemzet        | Idő     | Mj |
| -------- | ----- | ------------------------------------------------ | ------------- | ------- | -- |
| 1.       | 5     | Jacob Schopf Max Lemke                           | Németország   | 1:28,03 | SF |
| 2.       | 4     | João Ribeiro Messias Baptista                    | Portugália    | 1:28,10 | SF |
| 3.       | 7     | Adrián del Río Marcus Cooper Walz                | Spanyolország | 1:35,26 | QF |
| 4.       | 6     | Pu Ting-kaj (Bu Tingkai) Csang Tung (Zhang Dong) | Kína          | 1:36,79 | QF |
| 5.       | 3     | Hamish Legarth Kurtis Imrie                      | Új-Zéland     | 1:41,18 | QF |

2. futam
| Helyezés | Pálya | Név                                   | Nemzet           | Idő     | Mj |
| -------- | ----- | ------------------------------------- | ---------------- | ------- | -- |
| 1.       | 7     | Max Rendschmidt Tom Liebscher-Lucz    | Németország      | 1:28,39 | SF |
| 2.       | 5     | Nádas Bence Tótka Sándor              | Magyarország     | 1:29,08 | SF |
| 3.       | 3     | Oleh Kuharik Ihor Trunov              | Ukrajna          | 1:31,24 | QF |
| 4.       | 4     | Mindaugas Maldonis Andrejus Olijnikas | Litvánia         | 1:31,27 | QF |
| 5.       | 6     | Jonas Ecker Aaron Small               | Egyesült Államok | 1:32,01 | QF |

3. futam
| Helyezés | Pálya | Név                                   | Nemzet        | Idő     | Mj |
| -------- | ----- | ------------------------------------- | ------------- | ------- | -- |
| 1.       | 4     | Jakub Stepun Przemysław Korsak        | Lengyelország | 1:28,84 | SF |
| 2.       | 5     | Carlos Arévalo Rodrigo Germade        | Spanyolország | 1:28,85 | SF |
| 3.       | 6     | Pierre-Luc Poulin Simon McTavish      | Kanada        | 1:28,91 | QF |
| 4.       | 7     | Marko Novaković Marko Dragosavljević  | Szerbia       | 1:30,71 | QF |
| 5.       | 3     | Bekarys Ramatulla Sergii Tokarnytskyi | Kazahsztán    | 1:38,62 | QF |

4. futam
| Helyezés | Pálya | Név                                  | Nemzet                  | Idő     | Mj |
| -------- | ----- | ------------------------------------ | ----------------------- | ------- | -- |
| 1.       | 4     | Jean van der Westhuyzen Thomas Green | Ausztrália              | 1:28,59 | SF |
| 2.       | 7     | Kopasz Bálint Varga Ádám             | Magyarország            | 1:29,37 | SF |
| 3.       | 5     | Jakub Špicar Daniel Havel            | Csehország              | 1:29,73 | QF |
| 4.       | 6     | Hamish Lovemore Andrew Birkett       | Dél-afrikai Köztársaság | 1:33,25 | QF |
| 5.       | 3     | Andjelo Džombeta Vladimir Torubarov  | Szerbia                 | 1:34,22 | QF |

### Negyeddöntők
Az első négy helyezett az elődöntőbe (SF) jutott.
1. negyeddöntő
| Helyezés | Pálya | Név                                   | Nemzet                  | Idő     | Mj |
| -------- | ----- | ------------------------------------- | ----------------------- | ------- | -- |
| 1.       | 5     | Adrián del Río Marcus Cooper Walz     | Spanyolország           | 1:29,12 | SF |
| 2.       | 3     | Hamish Lovemore Andrew Birkett        | Dél-afrikai Köztársaság | 1:29,75 | SF |
| 3.       | 4     | Pierre-Luc Poulin Simon McTavish      | Kanada                  | 1:30,01 | SF |
| 4.       | 7     | Hamish Legarth Kurtis Imrie           | Új-Zéland               | 1:30,29 | SF |
| 5.       | 6     | Mindaugas Maldonis Andrejus Olijnikas | Litvánia                | 1:30,30 |    |
| 6.       | 2     | Bekarys Ramatulla Sergii Tokarnytskyi | Kazahsztán              | 1:37,58 |    |

2. negyeddöntő
| Helyezés | Pálya | Név                                              | Nemzet           | Idő     | Mj |
| -------- | ----- | ------------------------------------------------ | ---------------- | ------- | -- |
| 1.       | 4     | Jakub Špicar Daniel Havel                        | Csehország       | 1:28,36 | SF |
| 2.       | 3     | Marko Novaković Marko Dragosavljević             | Szerbia          | 1:28,57 | SF |
| 3.       | 7     | Jonas Ecker Aaron Small                          | Egyesült Államok | 1:28,93 | SF |
| 4.       | 2     | Andjelo Džombeta Vladimir Torubarov              | Szerbia          | 1:29,46 | SF |
| 5.       | 6     | Pu Ting-kaj (Bu Tingkai) Csang Tung (Zhang Dong) | Kína             | 1:29,58 |    |
| 6.       | 5     | Oleh Kuharik Ihor Trunov                         | Ukrajna          | 1:29,68 |    |

### Elődöntők
Az első négy helyezett az A-döntőbe (FA), a többi versenyző a B-döntőbe (FB) került.
1. elődöntő
| Helyezés | Pálya | Név                            | Nemzet                  | Idő     | Mj |
| -------- | ----- | ------------------------------ | ----------------------- | ------- | -- |
| 1.       | 4     | Jacob Schopf Max Lemke         | Németország             | 1:28,13 | FA |
| 2.       | 3     | Nádas Bence Tótka Sándor       | Magyarország            | 1:28,38 | FA |
| 3.       | 2     | Jakub Špicar Daniel Havel      | Csehország              | 1:28,71 | FA |
| 4.       | 1     | Jonas Ecker Aaron Small        | Egyesült Államok        | 1:29,51 | FA |
| 5.       | 6     | Kopasz Bálint Varga Ádám       | Magyarország            | 1:29,66 | FB |
| 6.       | 7     | Hamish Lovemore Andrew Birkett | Dél-afrikai Köztársaság | 1:29,70 | FB |
| 7.       | 8     | Hamish Legarth Kurtis Imrie    | Új-Zéland               | 1:30,26 | FB |
| 8.       | 5     | Jakub Stepun Przemysław Korsak | Lengyelország           | 1:30,95 | FB |

2. elődöntő
| Helyezés | Pálya | Név                                  | Nemzet        | Idő     | Mj     |
| -------- | ----- | ------------------------------------ | ------------- | ------- | ------ |
| 1.       | 5     | Jean van der Westhuyzen Thomas Green | Ausztrália    | 1:26,85 | OB, FA |
| 2.       | 2     | Adrián del Río Marcus Cooper Walz    | Spanyolország | 1:27,24 | FA     |
| 3.       | 3     | João Ribeiro Messias Baptista        | Portugália    | 1:27,64 | FA     |
| 4.       | 4     | Max Rendschmidt Tom Liebscher-Lucz   | Németország   | 1:27,67 | FA     |
| 5.       | 6     | Carlos Arévalo Rodrigo Germade       | Spanyolország | 1:28,49 | FB     |
| 6.       | 1     | Pierre-Luc Poulin Simon McTavish     | Kanada        | 1:29,01 | FB     |
| 7.       | 7     | Marko Novaković Marko Dragosavljević | Szerbia       | 1:30,20 | FB     |
| 8.       | 8     | Andjelo Džombeta Vladimir Torubarov  | Szerbia       | 1:34,65 | FB     |

### Döntők
B-döntő
| Helyezés | Pálya | Név                                  | Nemzet                  | Idő     | Mj |
| -------- | ----- | ------------------------------------ | ----------------------- | ------- | -- |
| 9.       | 4     | Carlos Arévalo Rodrigo Germade       | Spanyolország           | 1:30,08 |    |
| 10.      | 6     | Pierre-Luc Poulin Simon McTavish     | Kanada                  | 1:30,80 |    |
| 11.      | 2     | Marko Novaković Marko Dragosavljević | Szerbia                 | 1:31,50 |    |
| 12.      | 3     | Hamish Lovemore Andrew Birkett       | Dél-afrikai Köztársaság | 1:31,79 |    |
| 13.      | 1     | Jakub Stepun Przemysław Korsak       | Lengyelország           | 1:32,05 |    |
| 14.      | 7     | Hamish Legarth Kurtis Imrie          | Új-Zéland               | 1:32,09 |    |
| 15.      | 5     | Kopasz Bálint Varga Ádám             | Magyarország            | 1:32,85 |    |
| 16.      | 8     | Andjelo Džombeta Vladimir Torubarov  | Szerbia                 | 1:35,00 |    |

A-döntő
| Helyezés | Pálya | Név                                  | Nemzet           | Idő     | Mj |
| -------- | ----- | ------------------------------------ | ---------------- | ------- | -- |
| Arany    | 5     | Jacob Schopf Max Lemke               | Németország      | 1:26,87 |    |
| Ezüst    | 3     | Nádas Bence Tótka Sándor             | Magyarország     | 1:27,15 |    |
| Bronz    | 4     | Jean van der Westhuyzen Thomas Green | Ausztrália       | 1:27,29 |    |
| 4.       | 6     | Adrián del Río Marcus Cooper Walz    | Spanyolország    | 1:27,38 |    |
| 5.       | 8     | Max Rendschmidt Tom Liebscher-Lucz   | Németország      | 1:27,54 |    |
| 6.       | 2     | João Ribeiro Messias Baptista        | Portugália       | 1:27,82 |    |
| 7.       | 7     | Jakub Špicar Daniel Havel            | Csehország       | 1:29,29 |    |
| 8.       | 1     | Jonas Ecker Aaron Small              | Egyesült Államok | 1:30,02 |    |